# Къща на доктор Крум Бакалов
Къщата на доктор Крум Бакалов се намира на булевард „Свети Патриах Евтимий“ №83 в Стара Загора.
Предполага се, че е по проект на архитект Желязко Рашев. През 1933 г. е купена от доктор Крум Бакалов, брат на публициста Георги Бакалов. Характерна е с ъгловата си кула и геометричната декорация по фасадата.